# Senecio hickenii
Senecio hickenii là một loài thực vật có hoa trong họ Cúc. Loài này được Hauman miêu tả khoa học đầu tiên năm 1909.